# 共演NG
《共演NG》是東京電視台於2020年10月26日起在「Drama Premiere 10」時段播出的連續劇，由中井貴一和鈴木京香主演。其他主要演員爲齋藤工、山口紗彌加、猫背椿、中川雅也和里見浩太朗等。本劇由秋元康擔任策劃人。廣告標語是「謊言與真心的衝突對立」。2021年8月下旬在Netflix上線。

## 故事大綱
演員遠山英二和大園瞳曾因為演出劇集「比愛更深」而發展成情侶，但是後來男方同時與兩名女性交往而導致二人分手，之後25年都沒有共同演出任何作品。25年後，在影視平台擔住節目統籌人的市原龍和東洋電視台決定製作大型電視劇「愛到想要殺死你」，並選用遠山和大園為主角。
遠山和大園再次其演，怎料除了兩人外，其他參與演出的演員也是業界中公認不能同時演出的演員，現場充斥「共演NG」的演員們。主演的兩人肩負重任，務必令劇集順利完成。

## 登場角色

### 電視劇「愛到想要殺死你」演員
- 遠山英二（56）：中井貴一

本作男主角，MARK企劃的旗下演員。
25年前長期位處於想要和他結婚的藝人榜的榜首。曾經和共演劇集「比愛更深」的女演員大園瞳是情侶關係，但是因為同時與年下偶像交往的事實比大園發現而分手。被對方召開的記者招待會影響，失去3年的工作。
完成「愛到想要殺死你」的拍攝後，向大園表明心意，在機場與她道別。
共演NG對象：大園瞳
- 大園瞳（51）：鈴木京香

本作女主角，Office Friends的旗下演員。
因為其天真爛漫的性格，長期大受觀眾歡迎。和遠山是前情侶關係。因為對方同時與兩人交往而提出分手，往後25年都沒有一起演出任何劇集。
完成「愛到想要殺死你」的拍攝後，受到市原的邀請，前往韓國拍攝新戀愛劇集。
共演NG對象：遠山英二
- 小松慎吾（52）：堀部圭亮

從紐約回國的個性派演員。
出島徹太郎的前徒弟，因為某些事情而離開前往美國。數年後回國並成為有名的配角。
共演NG對象：出島徹太郎
- 篠塚美里（26）：若月佑美

偶像出身。
曾經和内田梢屬於同一偶像團體，畢業後成為女演員。演技力被受肯定。
和佐久間純曾是不倫關係，最終對方與妻子分開而交往。
共演NG對象：内田梢
- 内田梢（23）：小野花梨

現役偶像，篠塚的後輩。
第一次參演劇集，因為經驗不足，專業意識很低。
最終話播出前被發現和監督有不倫關係。
共演NG對象：篠塚美里
- 佐久間純（32）：細田善彦

戰隊劇集出身。
視本作爲自身的挑戰，帶著相當的覺悟演出。
和篠塚美里曾是不倫關係，但表明和妻子已有分開的共識，離婚後與篠塚正式交往。
共演NG對象：加地祐介
- 加地祐介（31）：小澤廉

擁有高人氣的2.5次元演員。
性格傲慢，曾經和前輩演員發生衝突。
共演NG對象：佐久間純
- 出島徹太郎（75）：里見浩太朗

昭和至平成都深受時代劇歡迎的演員。
共演NG對象：小松慎吾

### 電視劇「愛到想要殺死你」工作人員
Office市原
- 市原龍：齋藤工

Office市原的代表，製作總指揮和編劇。
是日本少有的節目統籌人，不會在拍攝現場出現，只會透過視訊通話給予指示。
最終話參與現場拍攝，並得知一直使用視訊通話是因為車禍導致行動不動，需要使用輪椅代步。
- 與謝野・M・Ririka（27）：瀧内公美

Office市原的宣傳製作人，市原的秘書。在美國長大的日系巴西人。
東洋電視台劇集部
- 戸沢寛治：岩谷健司

劇集部的部長。對於維持收視有強烈危機感。
- 是枝育夫：迫田孝也

製作人。市原的大學和社團後輩。
- 佐佐木信也：森永悠希

新人副監督。前新聞部員工，後被調職到劇集部。
Freelance
- 池田匠：岡部崇

監督。
最終話播出前被發現和内田梢有不倫關係。
- 楠木美和：小島藤子

助理製作人。性格毒舌。

### 遠山家
- 遠山雪菜：山口紗彌加

遠山英二的妻子。前偶像。
25年前和英二在共演劇集相遇而認識，其後成為英二交往的另一對象。兩人結婚的背後好像有不為人知的秘密。
擁有強烈的嫉妒心，並指示英二助手的前島向她報告英二的行蹤。最終話向英二表明自己的心意，獲得英二的諒解。

### Office Friends
- 古川栞：猫背椿

社長。在公在私都在大園瞳的背後支持她。
最終話宣布和MARK野本結婚並已懷孕。

### MARK企劃
- MARK野本：中川雅也

社長。本來是音樂人，因為不受捧轉身成為經理人公司的社長。
最終話宣布和古川栞結婚。
- 前島豊：小野塚勇人

英二的助手。崇拜英二，目標是成為演員。
因為在英二不知情下向雪菜報告其行蹤而被要求暫時休息，實際已獲得英二的原諒。

### 其他人物
- 出島的助手：古村勇人

- 平田：中村無何有

篠塚美里的經理人
- 木藤：政修二郎

佐久間純的經理人
- 中川：橋本潤

記者。媒體：關東Sports的娛樂新聞擔當。

## 製作團隊
- 編劇：大根仁、樋口卓治
- 導演：大根仁
- 製作人：稻田秀樹、祖父江里奈、合田知弘、浅野澄美
- 主題曲：Novelbright〈あなたを求めただけなのに〉（UNIVERSAL SIGMA）[2]
  - 作詞：竹中雄大、作曲：竹中雄大、山田海斗
- 製作著作：東京電視台、FUJI CREATIVE CORPORATION（FCC）

## 播出日程
| 第1話                                                                | 10月26日 |  | 6.6% |
| 第2話                                                                | 11月2日  |  | 4.1% |
| 第3話                                                                | 11月9日  |  | 4.4% |
| 第4話                                                                | 11月16日 |  |      |
| 第5話                                                                | 11月30日 |  | 4.1% |
| 第6話                                                                | 12月7日  |  | 4.8% |
| 特別篇                                                               | 12月14日 |  |      |
| 平均視聴率（收視率由Video Research調查關東地區、家戶、即時統計資料） |          |  |      |

## 外部連結
- 官方网站（日語）
- 共演NG的X（前Twitter）（日語）

| 日本 東京電視台 Drama Premiere 10 | 日本 東京電視台 Drama Premiere 10                         | 日本 東京電視台 Drama Premiere 10 |
| --------------------------------- | --------------------------------------------------------- | --------------------------------- |
|                                   | 共演NG （2020年10月26日－12月14日）                       |                                   |
| —                                 | 匿名者～警視廳"指殺人"對策室～ （2021年1月25日－3月15日） |                                   |